# Christian Cointat
Pour les articles homonymes, voir Cointat.
Christian Cointat, né le 11 juillet 1943 à Tresques, est un homme politique français, sénateur représentant les Français établis hors de France de 2001 à 2014.

## Biographie
Il est le fils de Simone et Michel Cointat (ancien député et ministre), et le frère d'Alain Cointat, contrôleur général des offices agricoles. Il naît à Tresques, dans le Gard, où il possède toujours une demeure. Il a été directeur général au Parlement européen.
Membre de l'Union pour un mouvement populaire, il devient sénateur représentant les Français établis hors de France le 10 octobre 2001, à la suite de la démission de Paul d'Ornano. Il est réélu le 26 septembre 2004.

## Décoration
- Chevalier de l'ordre national de la Légion d'honneur (depuis le 14 juillet 2015[3])